# 데니스 힐리

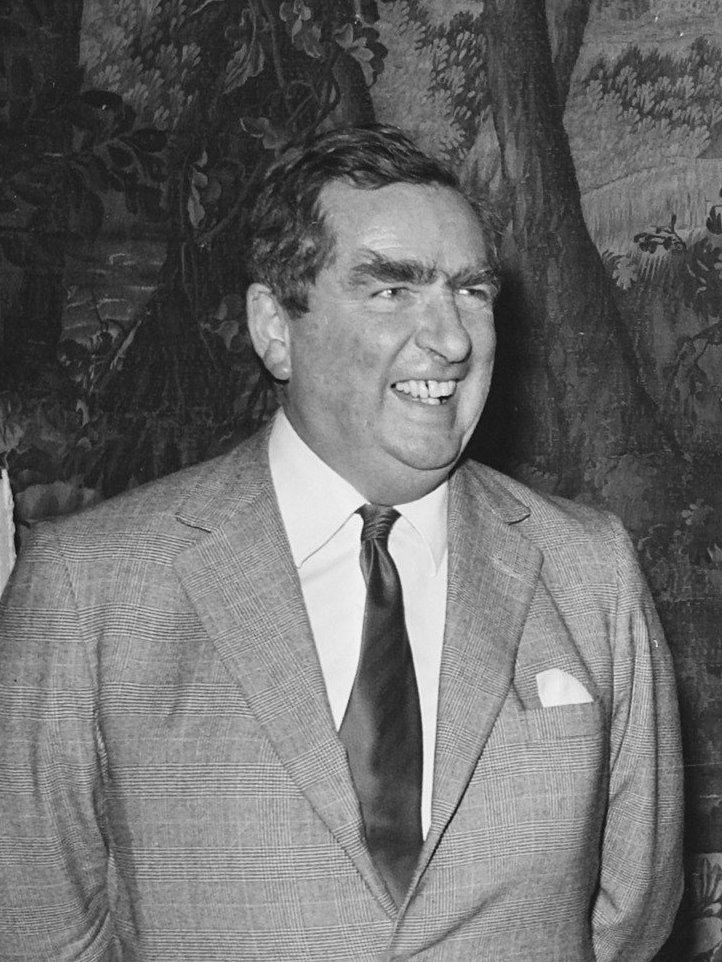
데니스 힐리

데니스 윈스턴 힐리(Denis Winston Healey, 1917년 8월 30일 ~ 2015년 10월 3일)는 영국의 정치인이다. 예비역 영국 육군 소령이다. 1964년 10월부터 1970년 6월까지 국방부 장관을 역임했다.

## 메달 수상
| 리본 | 이름                              | 비고             | 비고 |
| ---- | --------------------------------- | ---------------- | ---- |
|      | Order of the Companions of Honour | 1979년 6월 12일  | CH   |
|      | 대영 제국 훈장 5등급              | 1945년 12월 13일 | MBE  |

## 대중문화 속 힐리

### 텔레비전과 영화
힐리는 BBC 《The Morecambe & Wise Show》에 출연한 유일한 수상이다. 1986년 《Saturday Live》에 출연하였다. 2002년 《The Falklands Play》에서 힐리 역으로 데이비드 플리시먼이 연기하였다.

### 그래픽 소설
1986년 만화 《왓치맨》에서 "British Prime Minister Healey"라는 말이 언급된다.